# Clubiona oteroana
Clubiona oteroana este o specie de păianjeni din genul Clubiona, familia Clubionidae, descrisă de Gertsch, 1941. Conform Catalogue of Life specia Clubiona oteroana nu are subspecii cunoscute.